# Nieuil
Nieuil is een gemeente in het Franse departement Charente (regio Nouvelle-Aquitaine). De plaats maakt deel uit van het arrondissement Confolens. Nieuil telde op 1 januari 2022 889 inwoners.

## Geografie
De oppervlakte van Nieuil bedroeg op 1 januari 2022 23,9 vierkante kilometer; de bevolkingsdichtheid was toen 37,2 inwoners per km².
De onderstaande kaart toont de ligging van Nieuil met de belangrijkste infrastructuur en aangrenzende gemeenten.

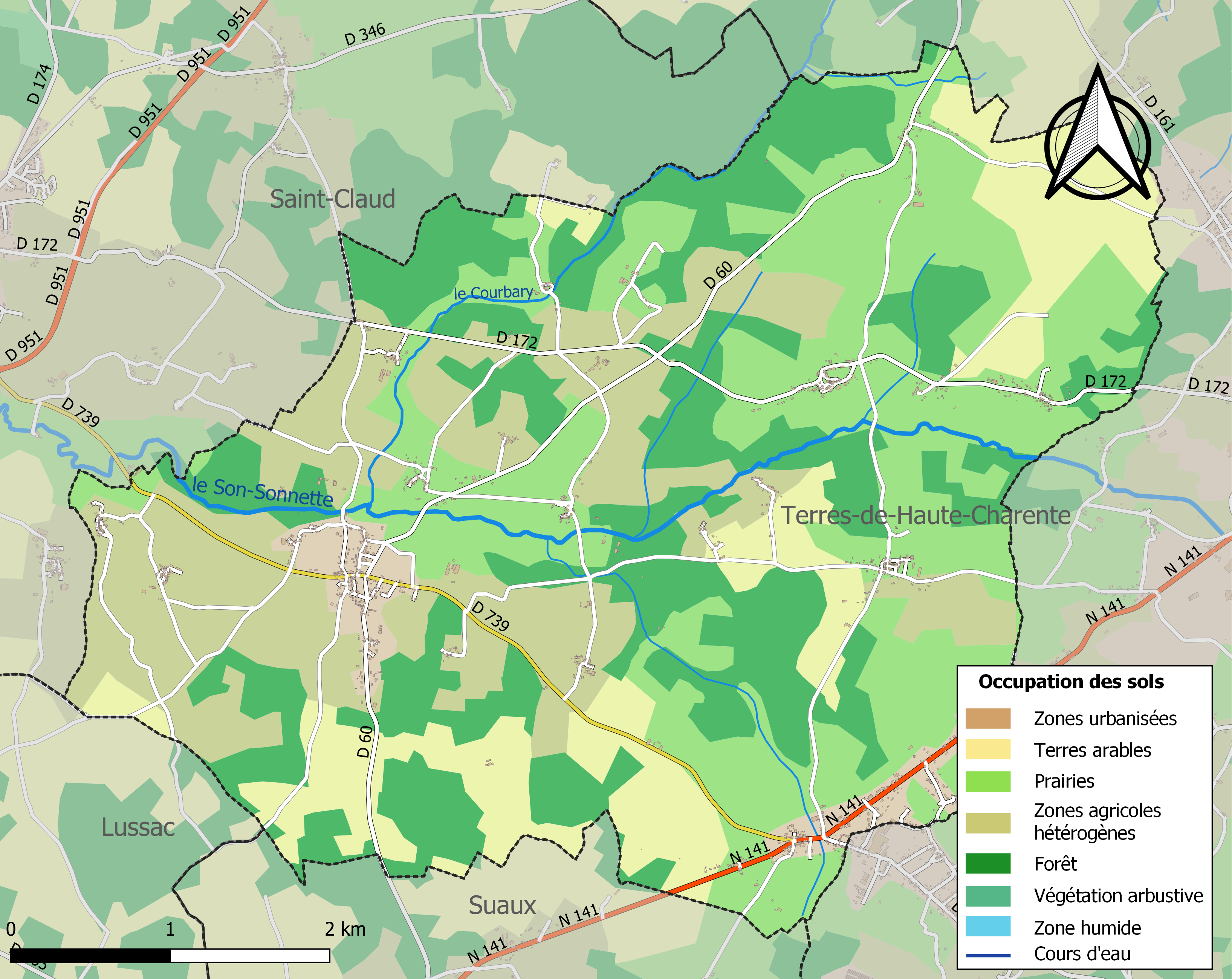

## Demografie
Onderstaande figuur toont het verloop van het inwonertal (bron: INSEE-tellingen).